# 1902年全米選手権 (テニス)
1902年 全米選手権（1902ねんぜんべいせんしゅけん）に関する記事。

## 大会の流れ
- 1881年から1967年まで、全米選手権は各部門が個別の名称を持ち、大会会場も別々のテニスクラブで開かれた。これが他の3つのテニス4大大会と大きく異なる点である。
  - 男子シングルス　名称：全米シングルス選手権（U.S. National Singles Championship）／会場：ロードアイランド州、ニューポート・カジノ　（最初の会場、1914年まで）
  - 男子ダブルス　名称：全米ダブルス選手権（U.S. National Doubles Championship）／会場：ロードアイランド州、ニューポート・カジノ　（最初の会場に戻る。1894年-1914年まで）
  - 女子シングルス　名称：全米女子シングルス選手権（U.S. Women's National Singles Championship）／会場：ペンシルベニア州、フィラデルフィア・クリケット・クラブ　（女子部門競技はすべてこの会場、1887年-1920年まで）
  - 女子ダブルス　名称：全米女子ダブルス選手権（U.S. Women's National Doubles Championship）／会場：フィラデルフィア・クリケット・クラブ　（1889年-1920年まで）
  - 混合ダブルス　名称：全米混合ダブルス選手権（U.S. Mixed Doubles Championship）／会場：フィラデルフィア・クリケット・クラブ　（1892年-1920年まで）
- 男女シングルスでは、「チャレンジ・ラウンド」（Challenge Round, 挑戦者決定戦）と「オールカマーズ・ファイナル」（All-Comers Final）で優勝を決定した。男子シングルスでは第4回大会の1884年から実施されてきたが、女子シングルスは第2回競技の1888年から行われた。
  - 大会前年度優勝者を除く選手は「チャレンジ・ラウンド」に出場し、前年度優勝者への挑戦権を争う。前年度優勝者は、無条件で「オールカマーズ・ファイナル」に出場できる。チャレンジ・ラウンドの勝者と前年度優勝者による「オールカマーズ・ファイナル」で、当年度の選手権優勝者を決定した。
  - 本年度の女子シングルスでは、出場選手が16名に増えたことから、チャレンジ・ラウンド本戦を4回戦制のトーナメントで実施した。本記事では準々決勝以後の記録を掲載する。
- 女子部門競技（女子シングルス・女子ダブルス・混合ダブルス）の決勝戦は、前年の1901年まで最大5セット・マッチで行われてきた。本年度から女子競技における最大5セット・マッチがすべて廃止され、全部の試合が最大3セット・マッチに落ち着いた。
- 初期の全米選手権のように、外国人出場者が少なかった時期は、地元アメリカ人選手の国籍表示を省略する。

## 大会前年度優勝者
- 男子シングルス：ウィリアム・ラーンド
- 女子シングルス：エリザベス・ムーア
- 男子ダブルス：ホルコム・ウォード＆ドワイト・デービス
- 女子ダブルス：ジュリエット・アトキンソン＆マートル・マカティアー
- 混合ダブルス：レイモンド・リトル＆マリオン・ジョーンズ

## 男子シングルス

### チャレンジラウンド
準々決勝
- ボブ・ハンティントン vs. レイモンド・リトル　8-6, 6-2, 6-2
- マルコム・ホイットマン vs. クレイ・コリンズ　6-0, 6-1, 6-4
- ローレンス・ドハティー vs. レオ・ウェア　6-3, 6-2, 6-2
- レジナルド・ドハティー vs. L・H・ワルドナー　不戦勝

準決勝
- マルコム・ホイットマン vs. ボブ・ハンティントン　10-8, 4-6, 6-1, 6-2
- レジナルド・ドハティー vs.  ローレンス・ドハティー　不戦勝

決勝
- レジナルド・ドハティー vs. マルコム・ホイットマン　6-1, 3-6, 6-3, 6-0

### オールカマーズ決勝
- ウィリアム・ラーンド vs.  レジナルド・ドハティー　4-6, 6-2, 6-4, 8-6　（ラーンドが本大会の優勝者になる）

## 女子シングルス

### チャレンジラウンド
準々決勝
- キャリー・ニーリー vs. ノナ・クロスターマン　6-2, 6-0
- ジュリエット・アトキンソン vs. クララ・チェイス　6-1, 6-3
- マリオン・ジョーンズ vs. マリー・ワイマー　6-4, 6-0
- ヘレン・チャップマン vs. M・R・フィールディング夫人　6-4, 3-6, 7-5

準決勝
- キャリー・ニーリー vs. ジュリエット・アトキンソン　8-6, 3-6, 6-2
- マリオン・ジョーンズ vs. ヘレン・チャップマン　6-1, 6-0

決勝
- マリオン・ジョーンズ vs. キャリー・ニーリー　8-6, 6-4

### オールカマーズ決勝
- マリオン・ジョーンズ vs. エリザベス・ムーア　6-1, 1-0 （途中棄権）　（ジョーンズが本大会の優勝者になる）

## 決勝戦の結果
- 男子シングルス：ウィリアム・ラーンド vs.  レジナルド・ドハティー　4-6, 6-2, 6-4, 8-6　［オールカマーズ決勝］
- 女子シングルス：マリオン・ジョーンズ vs. エリザベス・ムーア　6-1, 1-0 （途中棄権）　［オールカマーズ決勝］
- 男子ダブルス： レジナルド・ドハティー＆ ローレンス・ドハティー vs. ホルコム・ウォード＆ドワイト・デービス　11-9, 12-10, 6-4
- 女子ダブルス：ジュリエット・アトキンソン＆マリオン・ジョーンズ vs. モード・バンクス＆ノナ・クロスターマン　6-2, 7-5
- 混合ダブルス：ウィリー・グラント＆エリザベス・ムーア vs. アルバート・ホスキンズ＆エリザベス・ラストール　6-2, 6-1